# Opuntia inaperta
Opuntia inaperta là một loài thực vật có hoa trong họ Cactaceae. Loài này được (Schott ex Griffiths) D.R. Hunt mô tả khoa học đầu tiên năm 1997.